# Panepistímio (métro d'Athènes)
Panepistímio (grec moderne : Πανεπιστήμιο, littéralement « Université ») est une station de métro grecque de la ligne 2 (ligne rouge) du métro d'Athènes, située au centre-ville d’Athènes capitale de la Grèce. Elle dessert notamment l'Université nationale et capodistrienne d'Athènes, la Bibliothèque nationale de Grèce et l'Académie d'Athènes.
Elle est mise en service en 2000, lors de l'ouverture de la première section, centrale, de la ligne 2 du métro.

## Situation ferroviaire
Établie en souterrain, la station de Panepistímio est située sur la Ligne 2 du métro d'Athènes (ligne rouge), entre les stations d'Omónia et de Sýntagma.

## Histoire
La station de Panepistímio est mise en service le 28 janvier 2000, lors de l'ouverture de l'exploitation de la première section de la ligne 2 entre Sepólia et Sýntagma. Construite suivant le plan général des stations de la ligne, elle est établie à 18 mètres sous le niveau du sol, avec deux voies encadrées par deux quais latéraux.

## Service des voyageurs

### Accueil
La station dispose de trois accès, rue Koraï et rue Panepistimiou près de l'Académie d'Athènes et près de la Bibliothèque nationale de Grèce. Elles permettent d'accéder au niveau où se situe la billetterie, le service clients et les accès aux deux quais latéraux situés plus bas.

Détails de la station en 2009
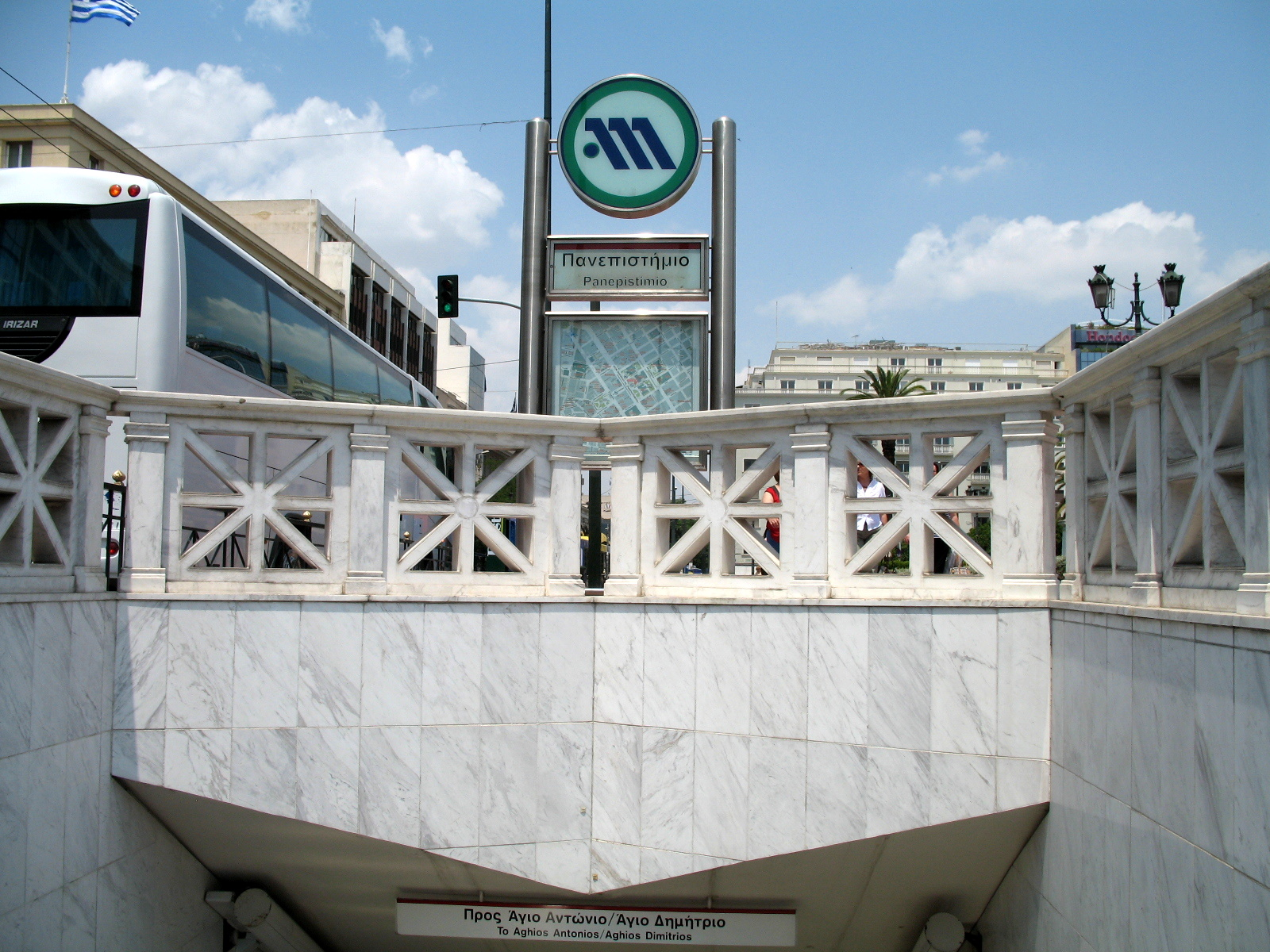
Un accès.
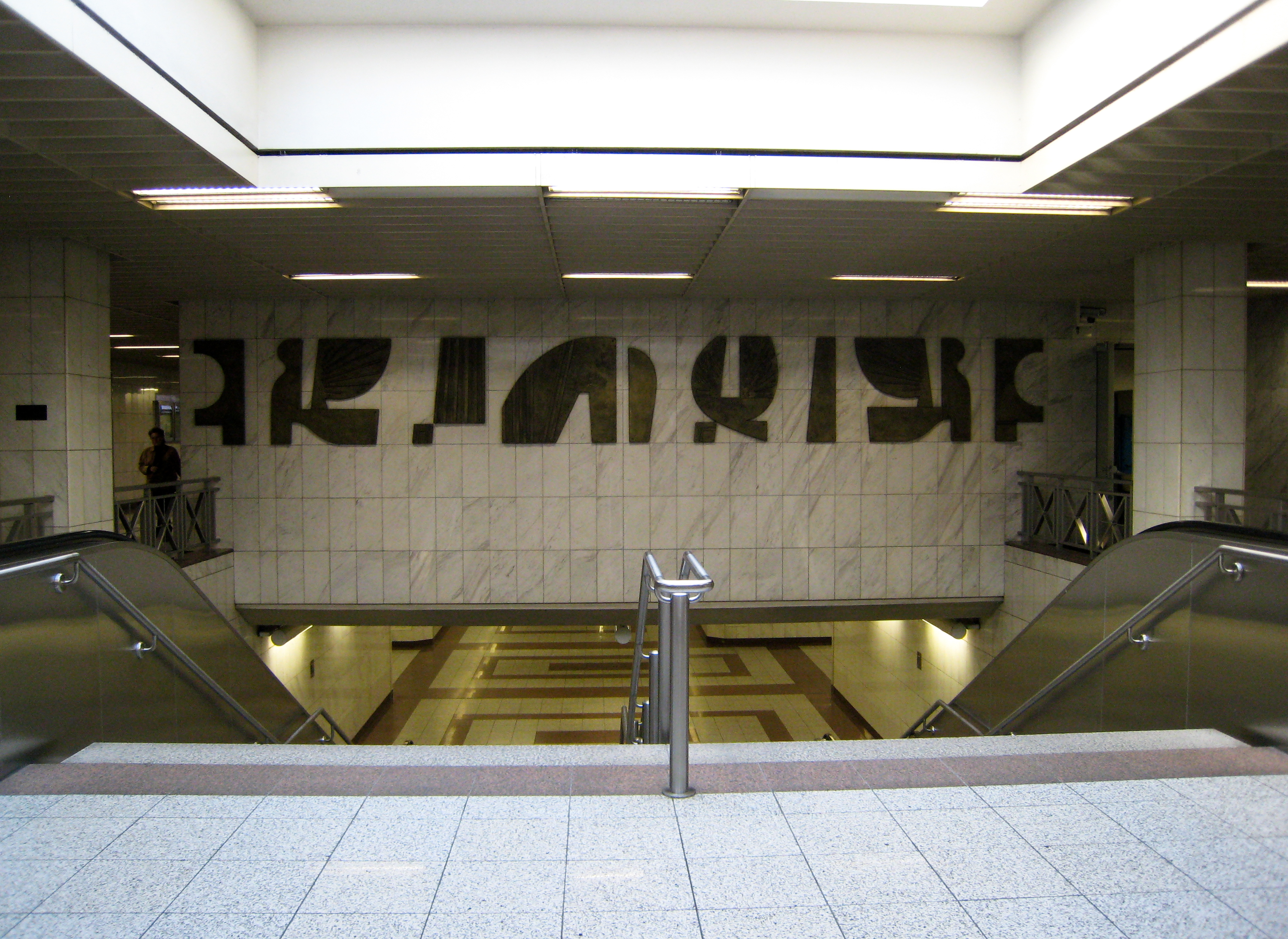
Vestibule.
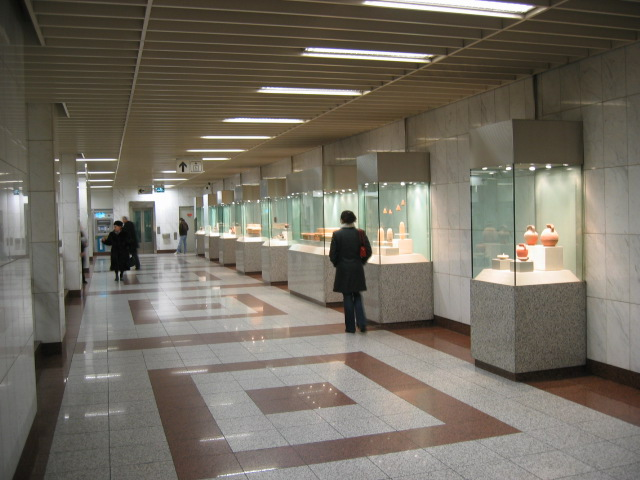
Objets archéologiques.

### Desserte
Panepistímio est desservie par toutes les circulations de la ligne. Quotidiennement, le premier départ est à 5 h 35, en direction d'Ellinikó, et à 5 h 40, en direction Anthoúpoli, le dernier départ est à 0 h 16, en direction d'Ellinikó et à 0 h 21 en direction d'Anthoúpoli (les samedis et dimanches le dernier départ est à 2 h 16 pour Ellinikó et à 2 h 21 pour Anthoúpoli).

### Intermodalité
À proximité, arrêts de trolleybus et de nombreux bus.